# Tetragnatha gertschi
Tetragnatha gertschi är en spindelart som beskrevs av Arthur M. Chickering 1957. Tetragnatha gertschi ingår i släktet sträckkäkspindlar, och familjen käkspindlar.
Artens utbredningsområde är Panama. Inga underarter finns listade i Catalogue of Life.